# Campionati del mondo di atletica leggera 2019 - 5000 metri piani femminili
La specialità dei 5000 metri piani femminili dei campionati del mondo di atletica leggera 2019 si è svolta tra il 2 e il 5 ottobre allo Stadio internazionale Khalifa di Doha, in Qatar.

## Podio
| Pos.    | Atleta                  | Nazionalità | Tempo    |
| ------- | ----------------------- | ----------- | -------- |
| Oro     | Hellen Obiri            | Kenya       | 14'26"72 |
| Argento | Margaret Kipkemboi      | Kenya       | 14'27"49 |
| Bronzo  | Konstanze Klosterhalfen | Germania    | 14'28"43 |

## Situazione pre-gara

### Record
Prima di questa competizione, il record del mondo (RM) e il record dei campionati (RC) erano i seguenti.
| Record                | Prestazione | Atleta                  | Data                         | Competizione  |
| --------------------- | ----------- | ----------------------- | ---------------------------- | ------------- |
| Record mondiale       | 14'11"15    | Tirunesh Dibaba Etiopia | 6 giugno 2008 Oslo, Norvegia |               |
| Record dei campionati | 14'26"83    | Almaz Ayana Etiopia     | 30 agosto 2015 Pechino, Cina | Mondiali 2015 |

### Campionesse in carica
Le campionesse in carica, a livello mondiale e olimpico, erano:
| Campione | Atleta                 | Prestazione | Data                                   | Competizione                |
| -------- | ---------------------- | ----------- | -------------------------------------- | --------------------------- |
| Olimpico | Vivian Cheruiyot Kenya | 14'26"17    | 19 agosto 2016 Rio de Janeiro, Brasile | Giochi della XXXI Olimpiade |
| Mondiale | Hellen Obiri Kenya     | 14'34"86    | 13 agosto 2017 Londra, Gran Bretagna   | Mondiali 2017               |

### La stagione
Prima di questa gara, gli atleti con le migliori tre prestazioni dell'anno erano:
| Pos. | Atleta                   | Prestazione | Data                                 |
| ---- | ------------------------ | ----------- | ------------------------------------ |
| 1    | Hellen Obiri Kenya       | 14'20"36    | 21 luglio 2019 Londra, Gran Bretagna |
| 2    | Agnes Tirop Kenya        | 14'20"68    | 21 luglio 2019 Londra, Gran Bretagna |
| 3    | Sifan Hassan Paesi Bassi | 14'22"12    | 21 luglio 2019 Londra, Gran Bretagna |

## Risultati

### Batterie
Le batterie si sono corse a partire dalle 18:25 del 2 ottobre. Le prime cinque di ogni serie (Q) e i cinque tempi migliori tra le escluse (q) si qualificano alle semifinali.
| Pos. | Batteria | Nome                      | Nazionalità   | Tempo    | Note |
| ---- | -------- | ------------------------- | ------------- | -------- | ---- |
| 1    | 1        | Hellen Obiri              | Kenya         | 14'52"13 | Q    |
| 2    | 1        | Karissa Schweizer         | Stati Uniti   | 14'52"41 | Q    |
| 3    | 1        | Hawi Feysa                | Etiopia       | 14'53"85 | Q    |
| 4    | 1        | Eilish McColgan           | Gran Bretagna | 14'55"79 | Q    |
| 5    | 2        | Tsehay Gemechu            | Etiopia       | 15'01"57 | Q    |
| 6    | 2        | Konstanze Klosterhalfen   | Germania      | 15'01"57 | Q    |
| 7    | 2        | Margaret Kipkemboi        | Kenya         | 15'01"58 | Q    |
| 8    | 2        | Lilian Kasait Rengeruk    | Kenya         | 15'02"03 | Q    |
| 9    | 1        | Camille Buscomb           | Nuova Zelanda | 15'02"19 | Q    |
| 10   | 2        | Laura Weightman           | Gran Bretagna | 15'02"24 | Q    |
| 11   | 2        | Fantu Worku               | Etiopia       | 15'02"74 | q    |
| 12   | 1        | Nozomi Tanaka             | Giappone      | 15'04"66 | q    |
| 13   | 1        | Andrea Seccafien          | Canada        | 15'04"67 | q    |
| 14   | 1        | Dominique Scott-Efurd     | Sudafrica     | 15'05"01 | q    |
| 15   | 1        | Elinor Purrier            | Stati Uniti   | 15'08"82 | q    |
| 16   | 2        | Anna Emilie Møller        | Danimarca     | 15'11"76 |      |
| 17   | 1        | Sarah Chelangat           | Uganda        | 15'19"90 |      |
| 18   | 1        | Hanna Klein               | Germania      | 15'28"65 |      |
| 19   | 2        | Rachel Schneider          | Stati Uniti   | 15'30"00 |      |
| 20   | 2        | Melissa Duncan            | Australia     | 15'37"37 |      |
| 21   | 2        | Rachel Cliff              | Canada        | 15'41"27 |      |
| 22   | 2        | Jessica Judd              | Gran Bretagna | 15'51"48 |      |
| 23   | 2        | Valeriya Zhandarova       | Georgia       | 15'52"11 |      |
| 24   | 2        | Tomoka Kimura             | Giappone      | 15'53"08 |      |
| 25   | 1        | Florencia Borelli         | Argentina     | 15'56"49 |      |
| 26   | 1        | Cavaline Nahimana         | Burundi       | 16'25"82 |      |
|      | 1        | Karoline Bjerkeli Grøvdal | Norvegia      | dnf      |      |
|      | 1        | Maureen Koster            | Paesi Bassi   | dnf      |      |
|      | 2        | Tigist Gashaw             | Bahrein       | dnf      |      |

### Finale
La finale si è corsa alle 21:25 del 5 ottobre.
| Pos.    | Nome                    | Nazionalità   | Tempo    | Note                          |
| ------- | ----------------------- | ------------- | -------- | ----------------------------- |
| Oro     | Hellen Obiri            | Kenya         | 14'26"72 | Record dei campionati         |
| Argento | Margaret Kipkemboi      | Kenya         | 14'27"49 | Miglior prestazione personale |
| Bronzo  | Konstanze Klosterhalfen | Germania      | 14'28"43 |                               |
| 4       | Tsehay Gemechu          | Etiopia       | 14'29"60 | Miglior prestazione personale |
| 5       | Lilian Kasait Rengeruk  | Kenya         | 14'36"05 | Miglior prestazione personale |
| 6       | Fantu Worku             | Etiopia       | 14'40"47 | Miglior prestazione personale |
| 7       | Laura Weightman         | Gran Bretagna | 14'44"57 | Miglior prestazione personale |
| 8       | Hawi Feysa              | Etiopia       | 14'44"92 |                               |
| 9       | Karissa Schweizer       | Stati Uniti   | 14'45"18 | Miglior prestazione personale |
| 10      | Eilish McColgan         | Gran Bretagna | 14'46"17 | Miglior prestazione personale |
| 11      | Elinor Purrier          | Stati Uniti   | 14'58"17 | Miglior prestazione personale |
| 12      | Camille Buscomb         | Nuova Zelanda | 14'58"59 | Miglior prestazione personale |
| 13      | Andrea Seccafien        | Canada        | 14'59"95 | Miglior prestazione personale |
| 14      | Nozomi Tanaka           | Giappone      | 15'00"01 | Miglior prestazione personale |
| 15      | Dominique Scott-Efurd   | Sudafrica     | 15'24"47 |                               |